# Phytoliriomyza triangulata
Phytoliriomyza triangulata är en tvåvingeart som beskrevs av Stéphanie Boucher och Wheeler 2001. Phytoliriomyza triangulata ingår i släktet Phytoliriomyza och familjen minerarflugor.
Artens utbredningsområde är Yukon. Inga underarter finns listade i Catalogue of Life.